# 吉野郡 (岡山縣)
吉野郡是過去位於岡山縣東北部的一郡，已於1900年4月1日併入英田郡。
過去的範圍包括現在的西粟倉村全部地區、美作市北部地區，以及兵庫縣佐用郡佐用町北部地區。

## 歷史
在令制國時代最初為美作國英田郡的一部份，後來英田郡的北部地區被畫出設為吉野郡，直到1900年再度被併回英田郡。

### 沿革
- 1889年6月1日：實施町村制，吉野郡下設：西粟倉村、大原村、大野村、大吉村、讃甘村、吉野村、粟井村、粟廣村、東粟倉村、石井村 。（10村）
- 1896年4月1日：（9村）
  - 石井村改隸屬兵庫縣佐用郡（現已合併為佐用町）。
  - 讃甘村的中山地區被併入兵庫縣佐用郡江川村（現已合併為佐用町）。
- 1900年4月1日：吉野郡被併入勝田郡。